# Katolička upravna podjela Republike Srbije
Srbija je podijeljena na 4 rimokatoličkih crkvenih upravnih jedinica:
- 1 nadbiskupija:
  - Beogradska
- 2 biskupije:
  - Subotičku
  - Zrenjaninsku

- Grkokatolički (unijatski) apostolski egzarhat Srbija i Crna Gora

Do rješavanja neovisnosti Kosova, i ova je jedinica ulazila u ovu podjelu:
- Apostolska administratura: Prizrenska

Prizrenska apostolska administratura je izravno podređena Svetoj Stolici.